# Rik de Voest
Rik de Voest (Milão, 5 de Junho de 1980) é um tenista profissional sul-africano, especialista em duplas seu melhor ranking na modalidade, foi em 2009, sendo N. 39 da ATP.
Encerrou o ano de 2011 como o número 126 do mundo.

## Honras
Duplas
- 2007 ATP de Pequim, China com Ashley Fisher
- 2009 ATP de Dubai, Emirados Árabes Unidos com Dmitry Tursunov